# Appareil de Biot

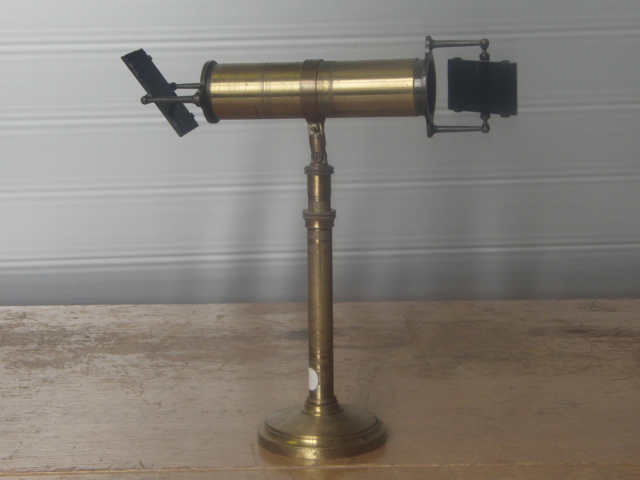
Appareil de Biot pour la polarisation de la lumière.

Pour les articles homonymes, voir Biot.
L'appareil de Biot permet de polariser et d'analyser la lumière grâce à la réflexion.

## Description

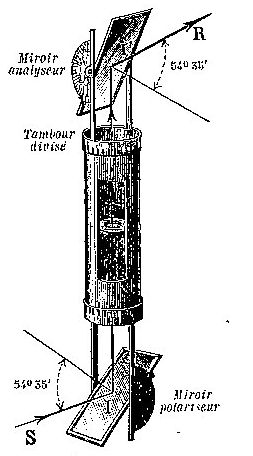
Schéma de l'appareil de Biot.

L'appareil de Biot est composé d'un tube en laiton monté sur pied. À chaque extrémité du tube, un miroir de verre noir peut tourner de façon à obtenir une orientation quelconque.

## Fonctionnement
L'avantage du verre noir par rapport au verre habituel est qu'il élimine les réflexions parasites.
Utilisé sous l'incidence de Brewster (qui vaut 54° pour le verre), la réflexion d'un rayon incident (S) est polarisée (le champ électrique de l'onde est parallèle à la surface du verre).
Aussi, la luminosité du rayon émergent (R) dépend de l'angle que fait le miroir de sortie, servant ainsi à analyser la polarisation de la lumière.